# شبکه‌های موردی
الگو:شرح کوتاه
یک شبکه موردی یا شبکه اد هوک به فناوری‌هایی اشاره دارد که امکان ارتباطات شبکه‌ای را به صورت اد هوک فراهم می‌کنند. فناوری‌های مرتبط با این موضوع عبارت‌اند از:
- شبکه‌های بی‌سیم موردی
- شبکه بی‌سیم موردی سیار
- شبکه اد هاک وسایل نقلیه
  - شبکه موردی هوشمند وسایل نقلیه
- فهرست پروتکل‌های مسیریابی ادهاک
  - پروتکل مسیریابی فاصله‌ای بر اساس درخواست موردی
  - پروتکل پیکربندی ادهاک
- شبکه موردی گوشی هوشمند
- خدمات توزیع بی‌سیم موردی

## مراجع
1. ↑  Morteza M. Zanjireh; Hadi Larijani (May 2015), "A Survey on Centralised and Distributed Clustering Routing Algorithms for WSNs", 2015 IEEE 81st Vehicular Technology Conference (VTC Spring), pp. 1–6, doi:10.1109/VTCSpring.2015.7145650, ISBN 978-1-4799-8088-8, S2CID 23911051